# Melinda Clarke
Melinda Patrice Clarke (Dana Point (Californië), 24 april 1969) is een Amerikaans actrice.
Clarke heeft vele rollen gespeeld, voornamelijk in televisieseries. Ze speelde onder meer Lady Heather in de televisieserie CSI: Crime Scene Investigation, de hatelijke moeder Julie Cooper in The O.C. en een sirene in Charmed. Sinds 2010 speelt ze Amanda, een van de hoofdrollen in de actieserie Nikita. Verder had ze in 1997 een gastrol in Xena: Warrior Princess, en in 2010 in Ghost Whisperer.

## Biografie
Clarke werd geboren in Dana Point als dochter van de acteur John Clarke, die bekend is van de Amerikaanse soapserie Days of our Lives. Melinda's eerste acteerrol was die van Faith Taylor in diezelfde serie, in 1989. Haar eerste filmrol was in 1992, toen ze de hoofdrol van Monica speelde in Hot Under the Collar.
Op 28 juni 1997 trouwde Clarke met de acteur Ernie Mirich en in 2000 kregen ze een dochter. De relatie eindigde in 2005.